# Neoperla coosa
Neoperla coosa är en bäcksländeart som beskrevs av Bill P.Stark och A.D. Smith 1998. Neoperla coosa ingår i släktet Neoperla och familjen jättebäcksländor. Inga underarter finns listade i Catalogue of Life.